# 埼玉県道411号加須停車場線

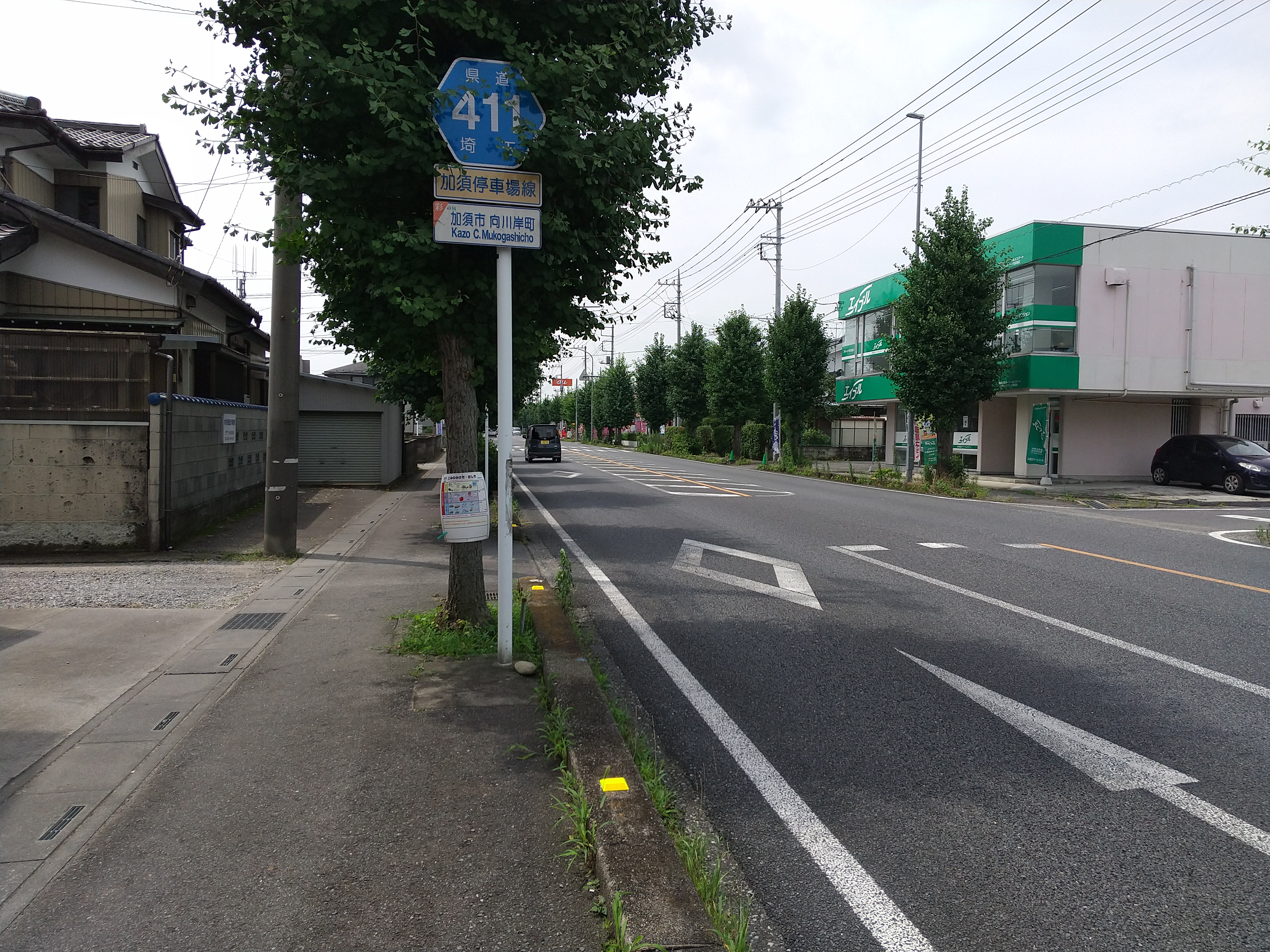
向川岸町付近

埼玉県道411号加須停車場線（さいたまけんどう411ごう かぞていしゃじょうせん）は、埼玉県加須市の加須停車場（加須駅北口）から、埼玉県道149号加須菖蒲線・埼玉県道152号加須幸手線に至る県道である。

## 起点・終点・実延長
- 起点 埼玉県加須市 加須停車場
- 終点 埼玉県加須市 埼玉県道149号加須菖蒲線・埼玉県道152号加須幸手線 睦町交差点
- 実延長 1,426 m

## 概要
約1kmが埼玉県道38号加須鴻巣線と重複している。加須市の祭りでは、駅前から700m程が歩行者天国となる。
2018年6月に旧国道125号が国道指定を解除されたため、経路が変更され、その際埼玉県内では珍しい400番台の県道標識が既存の国道標識と付け替えられる形で登場している。

## 地理

### 通過する自治体
- 埼玉県
  - 加須市

### 交差する道路
| 交差する道路                     | 交差する道路            | 交差点名         | 所在地 |
| -------------------------------- | ----------------------- | ---------------- | ------ |
| （加須駅停車場）                 | （加須駅停車場）        | （加須駅停車場） | 加須市 |
| 埼玉県道152号加須幸手線          | 埼玉県道38号加須鴻巣線  | 加須駅入口       | 加須市 |
| 埼玉県道38号加須鴻巣線           | 本線                    | 加須市役所入口   | 加須市 |
| 埼玉県道149号加須菖蒲線          | 埼玉県道149号加須菖蒲線 | 睦町             | 加須市 |
| 埼玉県道152号加須幸手線 古河方面 |                         |                  |        |

### 重複区間
- 埼玉県道38号加須鴻巣線（加須駅入口交差点 - 加須市役所入口交差点）

### 沿道の施設
- 加須駅
- 埼玉りそな銀行加須支店
- トヨタレンタリース
- ベスト電器 加須店
- TSUTAYA 加須店